# یواس‌اس تینجی (دی‌دی-۲۷۲)
یواس‌اس تینجی (دی‌دی-۲۷۲) (به انگلیسی: USS Tingey (DD-272)) یک کشتی بود که طول آن ۳۱۴ فوت ۴ ۱⁄۲ اینچ (۹۵٫۸۲۲ متر) بود. این کشتی در سال ۱۹۱۹ ساخته شد.